# 富士Gasuden Mini-van
富士Gasuden Mini-van（日语：ガスデンミニバン）乃是日本富士汽車於1961年全日本汽車展（今東京車展）公開的輕型雙門麵包車，此車款僅是為了量產化而製作的試作車而已，公司內部代號「M36」。但是以富士汽車當時的財力、設備而言，根本無法付諸量產。

## 概要
「富士汽車」與現今製造速霸陸的富士重工業毫無瓜葛，而是1940年代替駐日盟軍修理汽車、解體、回收再生的公司。1953年（昭和28年）該公司吸收合併東京瓦斯電力工業公司（簡稱「瓦斯電」），後者乃是明治時期創業、歷史悠久的企業，二戰時研發生產神風號和航研機的發動機、九十四式六輪自動貨車、九十四式輕裝甲車，戰後則製造小型摩托車引擎，卻陷入經營危機，遂同意與富士汽車合併。社長山本惣治自日產重工業公司（今日產汽車）出身，起用工業設計師富谷龍一於1955年發表前二輪、後單輪的雙人座「富士Fujicabin」，配置瓦斯電開發的125c.c.摩托車引擎，單體硬殼式結構車體以FRP打造，可惜因為馬力不足及操控安定性不足，銷售狀況不佳，最後落得1956、1957兩年間僅生產85輛的慘境。
在此同時，由於美軍修理車輛數目銳減，加上追濱工廠人事精簡，遂發生勞資糾紛事件，1960年（昭和35年）公司內部混亂。在這些風暴中，汽車製造部門仍持續研發四輪商用車，在1961年（昭和36年）秋季舉辦的全日本汽車展（今東京車展）公開這輛富士Gasuden Mini-van試作車，其中「Gasuden」即代表「瓦斯電」。其車身外型委託著名工業設計師柳宗理主持的「柳工業設計研究會」操刀，以卵形曲面為基調設計出渾圓外形。該車的動力來源為一具356c.c.氣冷式二行程MA型水平對臥二缸引擎，缸徑60mm、行程63mm、壓縮比6.8：1，可輸出17hp的最大馬力，採前置後驅的佈局方式。前、後輪懸吊系統採固定葉片彈簧式，而底盤受到富士Fujicabin失敗的影響則採守舊設計。此外，當時市面上已出現東急黑鐵工業製造的黑鐵Baby及速霸陸Sambar皆採後置後驅方式，所以前置後驅的Gasuden Mini-van在日本輕型商用車算是首創。
引擎的進、排氣閥門採用旋轉閥設計，這具引擎已先行供應給輕型載貨卡車製造商希望汽車，搭載於三輪車型「ST」、四輪車型「OT」上。可是經實際使用後發現過了約1萬公里後旋轉閥容易出現損耗故障，且曲軸強度不足導致引擎損壞，因消費者索賠引發經營危機。所以萬一Gasuden Mini-van真的正式量產，這具有明顯缺陷的引擎恐怕變成致命傷。當時富士汽車陷入內部混亂的局面，雪上加霜的是突然傳出社長山本惣治驟逝的噩耗，因此這輛試作車的量產計劃始終沒有付諸實行。

## 內部連結
- 富士汽車

## 外部連結
- （日語）柳宗理とカーデザイン （页面存档备份，存于）